# سادات عمادی مازندرانی
سادات عمادی مازندرانی یا سادات مرتضوی هزارجریب خاندانی است که در سدۀ ۸ ، ۹ و ۱۰ قمری در هزارجریب مازندران حکومت کرده‌اند. حکومت این خاندان اندکی پیش از حکومت سادات مرعشی در مازندران و سادات کیایی (سادات ملاطی) در گیلان شکل گرفت. بدین ترتیب، سادات عمادی نخستین حکومت سادات را در شمال ایران پس از دوره ایلخانی بنا نهادند.
سرزنجیرۀ سادات عمادی مازندرانی امیر سید عماد الدین محمود است و سادات عمادی مازندرانی همگی از تبار او هستند. وی که در زمرهٔ علمای دینی و از سادات نامدار ناحیه بود، با همراهی مردم علیه بیداد فرامانروایان ایلخانی بر مردم ستمدیده برخاست و آنان را شکست داد و توانست فرمانروایی مستقلی تحت رهبری خود پایه گذارد. حکومت و ریاست معنوی وی، پس از او تا سده‌ها در میان فرزندان و نوادگانش استمرار یافت. میر عمادالدین پس از یورش تیمور به مازندران با او مصالحه کرد و با این کار هوشمندانه هم فرمانروایی مردمی خود را استمرار بخشید و هم ناحیۀ تحت حکومت خود و مردم آن را از آسیبهای سپاهیان تیمور دور نگاه داشت. میر عمادالدین ۶ فرزند پسر داشت که چهار تن از آن‌ها از یک مادر و دو تن دیگر از مادری دیگر بودند. منطقه چهاردانگه و دودانگه در مازندران از آن رو به این نامها شناخته شد که میر عمادالدین پس از خود حکومت چهاردانگه  را به چهار برادر و دودانگه را به دو برادر دیگر واگذار کرد. در سال ۸۰۹ سید عزالدین هزارجریبی و در سال ۸۹۲ میرغضنفر از فرمانروایان زنجیرهٔ عمادی مازندرانی بودند.
بنابر کتابهای معتبر انساب، تبار میر عمادالدین با ۱۶ یا ۱۸ میانجی به موسی کاظم میرسد، با این حال در برخی نقلهای افواهی او را از تبار سجاد می دانند. مردم مازندران امامزاده ابراهیم واقع در بابلسر را از نیاکان میر عمادالدین می شمارند که گفتهٔ  نخست را تأیید می‌کند. میر عمادالدین در روستای وری در ۶۵ کیلومتری جنوب شرقی ساری و سه کیلومتری شمال کیاسر آرمیده است. مزار وی از دیرباز به عنوان امامزاده مورد احترام مردم است. مردم مازندران از قرن ها پیش میر عمادالدین را صاحب کرامت دانسته‌اند.
نوادگان سید عماد به دو دستهٔ جبرئیلی و رضی‌الدینی بخش شدند و در سال ۱۰۹۵ سید مظفرالدین حسین مرتضوی مازندران را با الوند دیو تقسیم کرد.
از سادات عمادی مازندرانی در درازنای تاریخ با نسبت‌های «حسینی»، «حسینی موسوی»، «موسوی»، «عمادی» و «میرعمادی» یاد شده‌است. بسیاری از سادات عمادی مازندرانی از سده‌ها پیش به نواحی دیگر مانند سبزوار و نجف کوچیدند. سادات رفیعی نجف از آن جمله‌اند که از تبار سید عزالدین بن سید عمادالدین هستند. امروزه نیز بسیاری از سادات عمادی در شهرستان ساری زندگی می‌کنند. گروهی از سادات عمادی نیز ساکن شهرهای بابل، گرگان و بهشهر و نکا هستند. این سادات نیز در ریشه ساروی هستند و نیاکان آنان در سده‌های پیش از ساری به بابل، گرگان و بهشهر و بیرجند  کوچیده و در آن شهرها ساکن شده‌اند.
از سادات عمادی مازندرانی فقها و مجتهدانی نیز برخاسته‌اند که از آن میان می‌توان به آیت الله سید محمد ثقةالاسلام ساروی (درگذشتهٔ ۱۳۰۳ ش)، آیت الله سید اسماعیل عمادی حائری (درگذشتهٔ ۱۳۱۰ ش)، آیت الله سید عباس شریف‌العلما خاوری (درگذشتهٔ ۱۳۱۸ ش) و آیت الله سید محمد عمادی استرآبادی (درگذشتهٔ ۱۳۲۴ ش) اشاره کرد.

## سادات مرتضوی هزارجریب
نام دیگر این خاندان «سادات مرتضوی هزارجریب» است که در لغت‌نامه دهخدا هم با همین نام از ایشان نام برده شده‌است. پیش از دهخدا ، رابینو این خاندان را سادات مرتضوی هزارجریب نامیده بود. خاستگاه این نامگذاری به‌گمان، تبار رساندن این خاندان به مرتضی ابراهیم (فرزند موسی کاظم) می‌باشد.

## مطالعهٔ بیشتر
- عمادی حائری، سید محمد (۱۳۸۸). سادات هزارجریب. میراث مکتوب.